# John W. Taylor

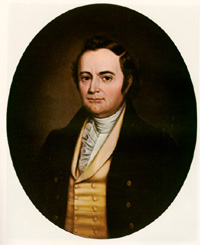
John W. Taylor

John W. Taylor (* 26. März 1784 in Charlton, Saratoga County, New York; † 18. September 1854 in Cleveland, Ohio) war ein US-amerikanischer Politiker und von 1820 bis 1821 und von 1825 bis 1827 zweimaliger Sprecher des Repräsentantenhauses.

## Frühe Jahre
Taylor wurde zuhause unterrichtet, machte seinen Abschluss aber 1803 am Union College in Schenectady. Er studierte Jura und bekam 1807 seine Zulassung. Er arbeitete anschließend eine Zeit lang als Rechtsanwalt. In den Jahren 1812 und 1813 war er Mitglied der New York State Assembly. Im Jahr 1813 wurde er das erste Mal in das Repräsentantenhaus der Vereinigten Staaten gewählt.

## Politik
Taylor wurde 1813 als Demokratischer Republikaner in den 13. sowie in die nächsten vier folgenden Kongresse gewählt. In den drei darauf folgenden Kongressen, dem 18. bis 20. (1823–1829), wurde er als Adams-Clay-Republikaner gewählt, anschließend folgten noch zwei Amtszeiten (1829–1833) als Mitglied der National Republican Party. Die beiden letzten Parteien unterscheiden sich nicht, trugen nur andere Namen während ihrer kurzen Existenz. Insgesamt saß er 20 Jahre im Kongress. Im 16. und 19. war er Sprecher des Repräsentantenhauses. Bei der Wahl zum 23. Kongress 1832 wurde er nicht wiedergewählt und setzte daraufhin seine Arbeit als Rechtsanwalt fort.

## Späte Jahre
Nach der Wahlniederlage zog Taylor nach Ballston Spa im Saratoga County, um wieder als Anwalt zu arbeiten, wie er es schon vor seiner politischen Karriere gemacht hatte. In den Jahren 1840 und 1841 war er ein Mitglied des Senats des Bundesstaats New York, trat aber 1841 als Konsequenz eines Schlaganfalls zurück. 1843 zog er nach Cleveland, wo er am 18. September 1854 starb. Begraben ist er auf dem City Cemetery in Ballston Spa.